# Samuel Henshaw
Pour les articles homonymes, voir Henshaw.
Samuel Henshaw est un  entomologiste américain né en 1852 et mort en 1941.
Il est entomologiste assistant et bibliothécaire au Museum of Comparative Zoology d’Harvard. Il est conservateur de 1904 à 1912, directeur de 1912 à 1927, émérite à partir de 1927. Il est notamment l’auteur de : List of the Coleoptera of America North of Mexico (1885), Report on the Gypsy Moth of Massachusetts (1892).